# Black Arrow (космічна програма)
Black Arrow — британська ракета-носій для виведення супутників, створена в 1960-х роках та експлуатована з 1969 по 1971 роки. Вона залишається єдиним прикладом успішної розробки й запуску ракети-носія Великою Британією. Під час останнього польоту ракети R3 28 жовтня 1971 року супутник Prospero X-3 вивели на низьку навколоземну орбіту, що зробило Велику Британію шостою країною світу, яка самостійно вивела супутник. Програму скасовано до успішного запуску з економічних причин.

## Розробка
Програма Black Arrow виникла на основі досліджень Royal Aircraft Establishment (RAE), які пропонували створення ракети-носія з використанням технологій ракети Black Knight. Проєкт затвердили у 1964 році. Основною метою було забезпечити незалежні запуски британських наукових супутників. Головним підрядником стала компанія Saunders-Roe (згодом частина Westland Aircraft).

## Опис
Ракета мала три ступені:
- Перший ступінь — двигун Gamma 8 із вісьмома камерами згоряння, що працював на паливній парі RP-1/HTP.
- Другий ступінь — двигун Gamma 2 із двома камерами згоряння на тому ж паливі.
- Третій ступінь — твердопаливний двигун Waxwing для остаточного виведення вантажу на орбіту.

Стабілізація ракети здійснювалася за допомогою гіроскопічної системи та нахилу камер двигунів.

## Історія запусків
| Серійний номер | Дата/час запуску (GMT)       | Корисне навантаження | Результат   | Примітка |
| -------------- | ---------------------------- | -------------------- | ----------- | --- |
| R0             | 28 червня 1969, 22:58, 22:58 | Жодного              | Невдача     | Суборбітальне випробування першого та другого ступенів, нестабільний вектор тяги через несправність електромережі |
| R1             | 4 березня 1970, 21:15        | Жодного              | Успіх       | Суборбітальний тест першого та другого ступенів                                                                   |
| R2             | 2 вересня 1970, 00:34        | Orba                 | Невдача     | На другому ступені не вдалося створити тиск наддуву баків                                                         |
| R3             | 28 жовтня 1971, 04:09        | Prospero             | Успіх       | Успішно досяг навколоземної орбіти                                                                                |
| R4             | Не запущено                  | Не запущено          | Не запущено | Зберігається в Музеї науки в Лондоні                                                                              |

## Prospero
Prospero X-3 — британський науковий супутник, що тестував нові технології: антенні системи, сонячні батареї, мікрометеоритні детектори. Маса супутника становила 66 кг. Він перебуває на орбіті станом на 2025 рік.

## Скасування програми
Програму скасували в липні 1971 року з фінансових міркувань, плануючи надалі запускати супутники на американських ракетах Scout. Рішення викликало критику, оскільки остаточний запуск був успішним.

## Спадщина
Black Arrow є визначною частиною британської космічної історії. Досвід, набутий у межах програми, сприяв участі Великої Британії у створенні європейських космічних ракет. Збережена ракета R4 виставлена в Музеї науки в Лондоні.